# Atrichopogon carinatus
Atrichopogon carinatus är en tvåvingeart som beskrevs av Wirth 1991. Atrichopogon carinatus ingår i släktet Atrichopogon och familjen svidknott. Inga underarter finns listade i Catalogue of Life.